# Phytomyza astrantiae
Phytomyza astrantiae este o specie de muște din genul Phytomyza, familia Agromyzidae, descrisă de Friedrich Georg Hendel în anul 1924. Conform Catalogue of Life specia Phytomyza astrantiae nu are subspecii cunoscute.